# Каскат
Каска́т (каз. Қасқат) — село у складі Мендикаринського району Костанайської області Казахстану. Адміністративний центр Ломоносовського сільського округу.
Населення — 606 осіб (2021; 1468 у 2009, 1554 у 1999, 1944 у 1989).